# Taner Akbulut
Taner Akbulut – turecki zapaśnik walczący w stylu klasycznym. Triumfator igrzysk śródziemnomorskich w 2001. Czwarty na igrzyskach wojskowych w 1999. Złoty medalista wojskowych MŚ w 2000 roku.